# Mayumi Aoki
Pour les articles homonymes, voir Aoki.
Mayumi Aoki (青木まゆみ, Aoki Mayumi), née le 1er mai 1953 à Yamaga, est une nageuse japonaise, spécialiste des courses de papillon.

## Carrière
Mayumi Aoki est championne olympique du 100 mètres papillon aux Jeux olympiques de 1972 se tenant à Munich, battant à deux reprises le record du monde de la discipline. Elle remporte la médaille de bronze sur 100 mètres papillon aux Championnats du monde de natation 1973.
Elle intègre l'International Swimming Hall of Fame en 1989.